# منظور، آن دیگری بود
منظور، آن دیگری بود (انگلیسی: She Was the Other) یک فیلم کمدی صامت کوتاه به کارگردانی آرتور هاتلینگ است که در سال ۱۹۱۴ منتشر شد. از بازیگران این فیلم می‌توان به اولیور هاردی و میبل پیج اشاره کرد.